# Frederick North, II conde de Guilford
Frederick North, II conde de Guilford (13 de abril de 1732-5 de agosto de 1792), más conocido por su título de Lord North —que utilizó desde 1752, cuando su padre, que había sido el barón de Guilford, fue elevado al rango de conde, hasta 1790 cuando su padre falleció y North asumió el título nobiliario— fue primer ministro británico entre 1770 y 1782. 
Dirigió los destinos británicos durante la mayor parte de la guerra de Independencia de Estados Unidos. También fue secretario del Interior y de Hacienda.